# Arius brunellii
Arius brunellii es una especie de pez de la familia Ariidae en el orden Siluriformes.

## Morfología
Los machos pueden llegar alcanzar 35 cm de longitud total.

## Distribución geográfica
Se encuentran en África: Somalia.